# Монгольский жестовый язык
Монгольский жестовый язык (Mongolian Sign Language; монг. Монгол дохионы хэл) — жестовый язык, который распространён среди глухих, проживающих на территории Монголии. Согласно данным Ethnologue по состоянию на 1998 год количество глухих составляло от 10 000 до 147 000 человек, однако неизвестно, сколько из них являются носителями монгольского жестового языка.
Считается, что Линда Болл, волонтёр программы «Корпус мира» в Монголии, в 1995 году разработала первый словарь монгольского жестового языка. В 2007 году другой словарь монгольского жестового языка, содержащий более 3000 вхождений, был опубликован министерством образования, культуры и науки Монголии при поддержке Юнеско.
Монгольский жестовый язык отличается от русского и других жестовых языков.